# لوكريتسيو باترشكانو
لوكريتسيو باترشكانو (4 نوفمبر 1900 - 17 أبريل 1954) هو سياسي شيوعي روماني وعضو بارز في الحزب الشيوعي الروماني، عُرف بأنشطته في مجال المحاماة وعلم الاجتماع والاقتصاد. عمل أستاذًا في جامعة بوخارست لفترة من الوقت. قبل نهاية الحرب العالمية الثانية، جرت ترقية باترشكانو إلى منصب حكومي، إلا أنه بعد معارضته للمعتقدات الستالينية في عدة مناسبات، دخل في دوامة صراع مع حكومة غيورغي غيورغيو ديج الشيوعية الرومانية. أصبح سجينًا سياسيًا وأُعدم في نهاية المطاف. بعد أربعة عشر عامًا من وفاته، أيد الزعيم الشيوعي الروماني الجديد، نيكولاي تشاوتشيسكو، خطة إعادة الإصلاح التي اقترحها في إطار التغيير السياسي.

## نشأته
ولد باترشكانو في باكاو لعائلة اضطلعت في السياسة، وهو ابن الشخصية الشعبوية ديميتري دي باترشكانو (تنحدر والدته لوكريسيا من عائلة ستويكا النبيلة من ترانسلفينيا). أصبح شعبويًا ثم اشتراكيًا في شبابه، وانضم إلى الحزب الشيوعي الروماني في عام 1919، وعمل محررًا لصحيفة سوشياليزمل التي أنشأها عام 1921. مهنيًا، تلقى تعليمه في كلية الحقوق بجامعة بوخارست، وتخرج منها في عام 1922، وحصل على درجة الدكتوراة من جامعة لايبزيغ في عام 1925.
اضطلع في النشاط الصحفي. تعاون مع العديد من الصحف التي نشر فيها مقالاته تحت أسماء مستعارة مختلفة: أندريسكو؛ بيركو بولدر: كوكا؛ دراغومير: فيشر؛ غيتا؛ غريغوريسكو: أيون؛ ميهالسيا؛ ميرون؛ فيكتور مالين؛ مولدوفينو؛ أندريه مولدوفينو؛ باترشكانو؛ ستاتيسكو؛ تيتو؛ فاربي، واشتهر بالحرفين الأولين أ.م وإل.دي.بي.
برز فكره الراديكالي بعد نجاح ثورة أكتوبر، وهو أحد الأعضاء الأوليين في الحزب الشيوعي الروماني في عام 1921. مثّل بتراشكانو وإليك كوبلوس وآنا ومارسيل باوكر الحزب في مؤتمر الكومنترن الرابع في موسكو (نوفمبر - ديسمبر 1922). أُلقي القبض عليه في رومانيا، وسُجن في جيلافا عام 1924 (السنة التي حُظر الحزب فيها)، وأضرب عن الطعام إلى أن نُقل إلى مستشفى السجن.

حضر مؤتمر خاركيف في عام 1928 باسم ميرونوف، واشتبك مع رئيس الكومنترن بوهومير سميرال، وكذلك مع العديد من زملائه أعضاء الحزب، حول قضية بيسارابيا والمولدوفينية، والتي كان من المقرر أن تتمخض عن قرار يعترف برومانيا كيانًا إمبرياليًا، جادل باترشكانو:
المولدوفيون ليسوا دولة منفصلة –من الناحيتين التاريخية والجغرافية– فهم نفس الرومانيين في مولدافيا (على الضفة اليمنى لنهر بروت). بالتالي، أعتقد أن وضع مثل هذه المعلومة الكاذبة يشكك في نزاهة القرار.

## ثلاثينيات القرن العشرين

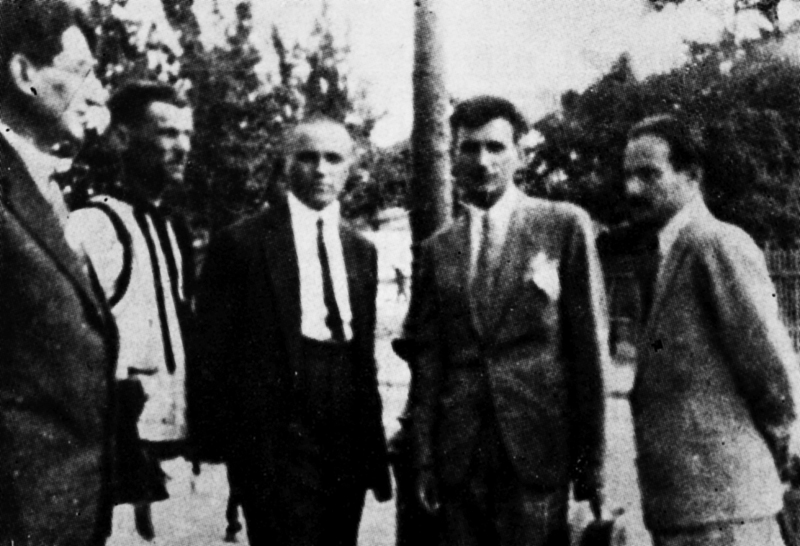
نواب كتلة العمال والفلاحين المنتخبين في الانتخابات البرلمانية الرومانية عام 1931. من اليسار إلى اليمين : يوجين روزفان (بيهور)، فاسيلي كاسول (سيرناوتي)، شتيفان دان (موريس)، لوكريتيو باتراسكانو (تيميش)، إيمري ألادار (ساتو ماري). تم إبطالها جميعًا في النهاية بناءً على طلب الحكومة.

انتُخب باترشكانو لعضوية مجلس النواب في مايو 1931 مرشحًا عن كتلة العمال والفلاحين، وهي مجموعة شاملة تتستر على الحزب المحظور، إلى جانب إمري ألادار ويوجين روزفان واثنين آخرين. في وقت لاحق من العام ذاته، وقع عليه الاختيار في مؤتمر الحزب الخامس (عُقد في المنفى السوفيتي، في غوريكوفو)، ليكون من أعضاء اللجنة المركزية الجدد بينما جرت ترقية ألكسندر ستيفانسكي إلى منصب الأمين العام.
في عام 1932، شارك في مناظرات الكومنترن، ودافع هو ومعاونه بيلو زيلبر عن المنظور الستاليني لفلاديمير لينين أمام انتقادات من اليمينيين ميرسيا فولكانيسكو وميهيل بوليرونياد، بالإضافة إلى منظور الماركسية النمساوية لهنري ستال.
في عامي 1933 و1934، عمل باترشكانو مرة أخرى ممثلًا عن الحزب الشيوعي الروماني في الكومنترن (بقي في موسكو حتى عام 1935). يجادل ستيليان تاناسي أن شكوك باترشكانو حول الستالينية بدأت بالتزايد خلال هذا الوقت. خلال الأعوام التالية، استمر باترشكانو في منح الأولوية لمعارضة الفاشية، وبقي نشطًا في الحزب الشيوعي الروماني. في عام 1936، ترأس فريق الدفاع عن أعضاء الحزب الذين مثلوا أمام محكمة كرايوفا التي حظيت بتغطية إعلامية كبيرة، ولكنه أُدين باعتباره شيوعيًا وبالتالي تخلى عن منصبه إلى إيون جورجي مورير.

## سجنه خلال الحرب العالمية الثانية
سُجن باترشكانو خلال الحرب العالمية الثانية، وبعد أغسطس 1940، أمضى بعض الوقت في معسكر اعتقال تارغو جيو مع غيورغي غيورغيو ديج في «جناح السجن» التابع للحزب (سُجن نحو جميع الشيوعيين في رومانيا خلال فترات مختلفة من الحرب، على النقيض ممن لجأوا إلى الاتحاد السوفيتي).
كما هو الحال مع زميله الناشط سكارلات كاليماتشي، أطلقت حكومة الفيلق الوطني سراحه، إذ حاولت حركة الحرس الحديدي الفاشية، التي تحالفت مع ألمانيا النازية، الحفاظ على علاقات جيدة مع الاتحاد السوفيتي. امتثل لاحقًا لأوامر تيوهاري جورجيسكو بإعادة إنشاء منفذ للحزب، والذي عُرف باسم «أصدقاء الاتحاد السوفيتي».
في أعقاب تمرد الفيلق ومذبحة بوخارست عام 1941، اعتقله نظام القائد إيون أنتونيسكو. بعد إطلاق سراحه لأسباب صحية في عام 1943، وُضع قيد الإقامة الجبرية في بويانا تشابولوي، وسُمح له بالاستقرار في بوخارست في وقت لاحق من ذلك العام، وبقي تحت المراقبة حتى مايو 1944.

## مفاوضات عام 1944 والإطاحة بفوريس
صرّح إيوان موكسوني ستارسيا، مارشال بلاط الملك ميخائيل الأول بين عامي 1942 و1944، أنه التقى باترشكانو في أبريل 1944 من أجل التوسط في اتفاق بين الملك والشيوعيين بشأن تحرك مؤيد للحلفاء للإطاحة بأنتونيسكو وانسحاب رومانيا من جبهة القتال الشرقية ضد السوفييت.
مثل باتراسكانو إلى جانب إميل بودناراش الحزب الشيوعي خلال المحادثات السرية مع الأحزاب الليبرالية الوطنية والفلاحين الوطنيين، والتي تهدف إلى الإطاحة بنظام أنتونيسكو الديكتاتوري. جادل كورنيليو كوبوسو، الذي ادعى لاحقًا أنه على صلة ودية مع باترشكانو في ذلك الوقت، أن السوفييت اختاروا باترشكانو ممثلًا للشيوعيين (أثناء المفاوضات في القاهرة، ورد أن نيكولاي نوفيكوف، السفير السوفيتي في مصر، ذكر لأول مرة اسم باترشكانو لباربو ستيربي لإجراء مزيد من الاتصالات) في الوقت ذاته كذلك، أطاح غيورغيو ديج وبودناراش، إلى جانب كونستانتين بيرفوليسكو ويوجف رانغيس، بالأمين العام ستيفان فوريش، وتولى قيادة الحزب.
وفقًا لموكسوني ستارسيا، كان باترشكانو مسؤولًا عن إيجاد حل وسط بين الحزب الشيوعي ومؤسسات النظام الملكي الروماني (يُزعم أنه طمأن الملك بأن حزبه لم ينوِ إعلان جمهورية دون إجراء استفتاء سابق حول هذه المسألة). جادل كوبوسو كذلك أن الحزب الشيوعي، بمساعدة باترشكانو، دخل في مفاوضات مع جماعات المعارضة الأخرى وأبلغها بالتخلي عن أجندتها السابقة حول مستقبل الدولة الرومانية.

## 23 أغسطس والموقف الحكومي
أسفر التعاون عن اعتقال إيون أنتونيسكو وميهاي أنتونيسكو في القصر الملكي في بوخارست، خلال انقلاب 23 أغسطس 1944. كتب باترشكانو وبيلو زيلبر الإعلان الذي قرأه الملك على الإذاعة الوطنية مباشرة بعد الانقلاب والذي كان موجهًا للشعب، وفي ظل مواجهة رئيس الوزراء الجديد كونستانتين سانتيسكو، فرض نفسه ممثلًا عن حزبه في الوفد الذي وقع هدنة رومانيا مع السوفييت في 12 سبتمبر 1944. أثناء وجوده في موسكو، كان على اتصال بآنا باوكر وفاسيل لوكا عن طريق مشرفهما أندريه فيشينسكي، وأعاد العلاقات بين الفرعين الرئيسيين للحزب الشيوعي. في عام 1945، انضم إلى اللجنة المركزية –بعد عودته إلى رومانيا مع الجيش الأحمر في أواخر عام 1944– ويُعزى له الفضل الأكبر عن النجاح الذي حققه حزبه في السيطرة على الإطار القانوني لرومانيا للسنوات التالية.